# Kiss Kiss Bang Bang
Kiss Kiss Bang Bang er en amerikansk sort humor-kriminalfilm fra 2005, skrevet og instrueret af Shane Black. Filmen er delvist baseret på Bodies Are Where You Find Them af Brett Halliday. Blandt de medvirkende ses Robert Downey Jr., Val Kilmer, Michelle Monaghan og Corbin Bernsen.
Filmen havde dansk premiere den 2. december 2005.

## Medvirkende
- Robert Downey Jr. som Harold "Harry" Lockhart
  - Indio Falconer Downey som 9-årige Harry
  - Richard Alan Brown som Teen Harry (ukrediteret)
- Val Kilmer som "Gay" Perry van Shrike
- Michelle Monaghan som Harmony Faith Lane
  - Ariel Winter som 7-årige Harmony
  - Stephanie Pearson som Teen Harmony
- Corbin Bernsen som Harlan Dexter
- Dash Mihok som Mr. Frying Pan
- Larry Miller som Dabney Shaw
- Rockmond Dunbar som Mr. Fire
- Shannyn Sossamon som Pink Hair Girl
- Angela Lindvall som Flicka
- Laurence Fishburne som Bjørn i Genaros Beer-reklame (ukrediteret)